# Haloperidol

Strukturformel för haloperidol, C_{21}H_{23}ClFNO_{2}

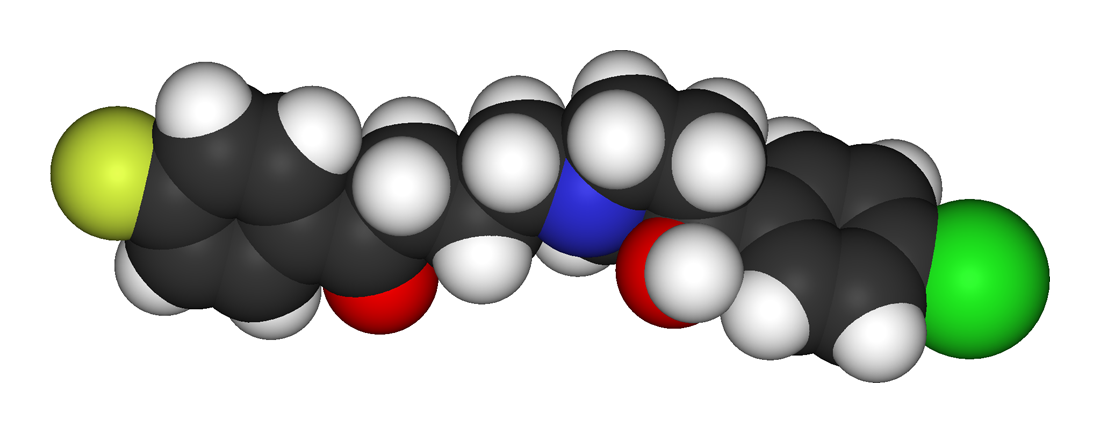
Molekylmodell för haloperidol

Haloperidol (varunamn Haldol) är ett antipsykotikum det vill säga ett läkemedel mot psykotiska tillstånd.
Substansen har en antiemetisk effekt, det vill säga det kan motverka illamående, och kan i det syftet användas vid behandling av cytostatikainducerat eller postoperativt illamående. Det tillhör gruppen butyrofenonderivat. Preparatet framtogs och patenterades 1959 av Janssen–Cilag. Det var i svensk praktisk medicin och omvårdnad tidigare ett standardpreparat. Eftersom Haloperidol använts i 60 år (2019) så hör medlet till bland de mest välbeprövade. Preparatet används i behandling av bipolär sjukdom och schizofreni och har antagonistisk verkan på dopamin D2-receptorer.
Haloperidol har en tendens att ge extrapyramidala bieffekter. Preparatet är effektivt vid behandling av akut psykos men vid underhållsbehandling är dostitrering av största vikt för att undvika extrapyramidala bieffekter. Risken för utveckling av tardiv dyskinesi är tämligen hög vid långtidsbehandling. Till följd av vissa biverkningar och att det kommit många senare mediciner hamnade preparatet lite i skymundan. Det används än som jämförelse med nya neuroleptika.

## Historia
Den 11 februari 1958 framställdes haloperidol på syntetisk väg, vilket kom som en överraskning för andra kollegor. En ung kemist, Bert Hermans, hade utvecklat haloperidol i ett laboratorium i Beere. Haloperidol skapades från petidin.
Haloperidol var flera gånger mer potent än klorpromazin och var både mer snabbverkande och långverkande. Haloperidol började marknadsföras i Belgien från och med oktober 1959 under varunamnet Haldol. Haloperidol kom till Sverige år 1961. Haloperidol godkändes av amerikanska FDA den 12 april 1967 och därmed kom läkemedlet att användas inom vården i USA.

## Effektivitet
I en jämförande studie från 2013 där 15 antipsykotiska mediciner studerades avseende effektivitet i behandling av schizofrena symtom, uppvisade haloperidol standard effektivitet. Haloperidol var av de 15 läkemedlen mest benägen att ge extrapyramidala bieffekter.

## Farmakologi
Haloperidol blockerar kraftigt dopamin D2-receptorn. Haloperidol har en kraftig dopaminblockerande effekt i hjärnan vilket innebär att risken att inducera extrapyramidala bieffekter är stor.

## Biverkningar
Enligt 1177 Vårdguiden förekommer bland annat följande biverkningar: huvudvärk, trötthet och yrsel. Biverkningar kan försvinna efter en tids användande av haloperidol. Enligt FASS är mycket vanliga biverkningar känsla av orostillstånd, sömnsvårigheter och huvudvärk. Haloperidol har i studier visats ge viktökning i mindre grad än fentiaziner (såsom klorpromazin, perfenazin).
Haloperidol tillhör de preparat som anses ge mest extrapyramidala bieffekter (till exempel skakningar och svårighet att sitta stilla). Risken för att efter en längre tids användning utveckla kroniska besvär som tardiv dyskinesi (onormala kroppsrörelser) finns. Tardiv dyskinesi kan bli bestående efter att preparatet satts ut. Risken att få tardiv dyskinesi ökar om man har ofrivilliga kroppsrörelser under behandlingen samt med ökande ålder.